# ジョン・ウィッカム
ジョン・ウィッカム（John Wickham, 1949年11月24日 - 2023年1月15日）は、イギリスのレーシングチームマネージャー。スピリット、フットワークなど多くのレーシングチームでマネージャーを務めた。イギリス・ケント州ブロムリー出身。

## キャリア

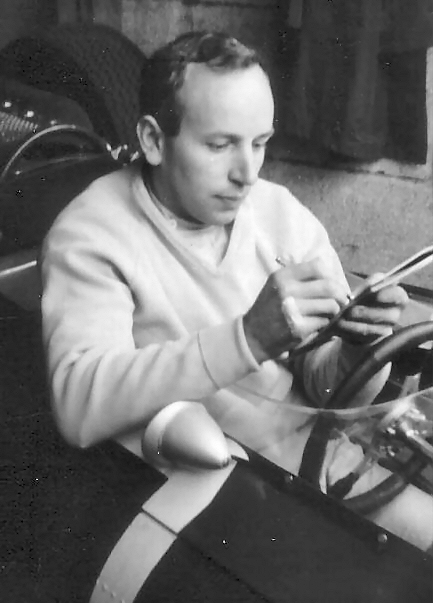
ジョン・サーティース（1974年）

### 1972年
銀行業務に従事した後、1972年にブリティッシュ・オートモービル・レーシング・クラブ(BARC)のレースミーティング開催をマネージャーとして手伝い、モーターレースのキャリアを開始した。

### 1973年
ジョン・サーティースのF2チームの運営を手伝うよう依頼され、チームマネージャーになった。
この前シーズンに同チームは、マッチボックスとFinaからスポンサーを得て、マイク・ヘイルウッドが欧州F2選手権でタイトルを獲得していた。

### 1973 - 1974年
マイク・ヘイルウッド、ヨッヘン・マス(Jochen Mass, F2:1973, F1:1973, 1974)を走らせた。ヘイルウッドがF1でレースをしていたとき、彼の代わりにさまざまな有料ドライバーが登場した。
ヨッヘン・マスは欧州F2選手権で準優勝したが、ジャン＝ピエール・ジャリエのBMWエンジンを搭載するマーチ・732に圧倒されていた。

### 1974 - 1978年
サーティースのF2参戦は1974年を以て終了し、ウィッカムはF1のファクトリーチームには加わらずに、BARCに戻った。

### 1978 - 1981年
1978年の終わりに、ロビン・ハードの要請でマーチ・エンジニアリングのF2ワークス・チームの運営を引き継ぐことになった。マーチF2チームではドライバーに起用したテオ・ファビやティエリー・ブーツェンによって成功を収めた。

### 1981 - 1982年
1981年末、ウィッカムと、同僚デザイナーのゴードン・コパックの二人は、マーチのライバルであるホンダのモータースポーツ責任者だった川本信彦からスカウトされ、マーチから離脱。そしてホンダの出資によって新たな『スピリット・レーシング』を結成すると発表した。スピリットは1982年からホンダエンジンを積んでヨーロッパF2に参戦し、その後ホンダエンジンがF1に参入するための共同プロジェクトであった。
1982年のF2では、ホンダのF2用エンジンを搭載したニューマシン『スピリット・201』を完成させ、チームはブーツェンとステファン・ヨハンソンのためにマールボロがメインスポンサーとなった2台の車を走らせた。ブーツェンは3つのレースで優勝し、ヨーロッパF2ランキング3位になった。ヨハンソンは5度のポールポジションを獲得しランキング8位であった。シーズン終了後の11月24日、スピリットはF2用シャーシ「201」に新しいホンダのターボチャージャー付きF1エンジン「RA163E」をジョイントさせてブーツェンがシルバーストンで初走行した。
アメリカのカリフォルニアでのテストでは、ヨハンソンがドライバーに選ばれた。

### 1983年
チームは1983年に、201シャシーの各部をF1レギュレーションに適合させてF1世界選手権への参戦を開始したが、ホンダはスピリットとのF1参戦はあくまでも「実戦テスト」だと考えており、勝利のために他の有力チームと組む必要性を前年11月からテスト走行を重ねる中で痛感していた。6月にホンダが新たにチャンピオンチームであるウィリアムズF1との間に独占供給契約を結んだため、スピリットは年末にエンジン契約を失う。
ウィッカムはホンダがウィリアムズと契約した後も、スピリットがホンダの2番目のチームとして1984年以降もF1参戦することを望んだが、フランク・ウィリアムズが独占供給での契約締結を譲らなかった。ウィッカムは「ホンダはF2での協力なら続けてあげられると言ってくれたが、我々はF1参戦の継続を望んだ。ホンダの勝利のための行動はつねに率直だったよ。いま振り返るとホンダの復帰初期に一緒に戦えたことは誇りに思っている。」と述べている。

### 1984 - 1985年
ホンダエンジンを失ったスピリットは、1984年にハート製エンジンを搭載することになった。ハート製エンジンを積んだスピリット・101はかつての世界チャンピオンであるエマーソン・フィッティパルディによってテストされたが、彼はスピリットにもたらすための資金が見つからず、代わって、裕福なイタリア人のフルヴィオ・バラビオと契約を試みたが、バラビオは資金を持つもののこれまでの実績が不足していたのでFIAからスーパーライセンスの発給を拒否された。これらの要因でチームはお金のために苦労した。
結局、1984年はイタリアのマウロ・バルディと契約し参戦したが、スポンサーを持ち資金をチームにもたらせるオランダ人のヒューブ・ロテンガッターにシーズン途中で交代した。
1985年の開幕戦から3レースでもバルディを走らせたが、金策が尽き、ピレリのタイヤ供給権利をトールマンに売却してスピリットはF1から去った。

### 1985年
ウィッカムはヨーロッパツーリングカー選手権のRASボルボ・チームのチームマネージャーの仕事を見つけた。
チームは、ドライバーのジョニー・チェコット、トーマス・リンドストローム、ウルフ・グランバーグと共に3つのレースで優勝した。

### 1987年
トムスGBのディレクター兼チームマネージャーになり、グループC、グループA、イギリスF3選手権でのプログラムを監督した。イギリスF3では、デイモン・ヒルとマーティン・ドネリーを起用して参戦した。

### 1988年
ウィッカムはジェフ・ミッチェルとトニー・サールズの支援を受けて、国際F3000選手権でスピリットチームを復活させようとした。
チームはレイナードのシャシー・88Dでベルトラン・ガショーを走らせ、2位を獲得したが、ドライバーのスティーブ・ケンプトンがチーム主導権を握ったため、ウィッカムはシーズン半ばに追い出された。

### 1989 - 1995年
1989年からウィッカムはフットワークF3000チームの運営を引き継ぎ、1990年1月にフットワークがアロウズを買収すると、彼はフットワークF1チームのディレクターになった。
1991年、フットワーク（アロウズ）がポルシェV12エンジンの不出来により、チームは開幕から苦戦続きで、シーズン半ばにウィッカムはアラン・リーズの後任としてチームマネージャーになり、1995年の初めまでアロウズに留まった。

### 1995年
北米CART選手権に参戦しておりかつてスピリットとフットワークで共闘したステファン・ヨハンソンのサポートのためベッテンハウゼン・モータースポーツで仕事をした後、イギリスツーリングカー選手権で大成功を収めたアウディ・スポーツ UKオペレーションのチームマネージャーに就任する。

### 1996 - 2000年
1996年、フランク・ビエラがBTCCのタイトルを獲得。チームは 1998年までBTCCでの競争を続け、1999年のル・マン24時間レースでの車の準備を始め、2000年には勝利を収めた。

### 2001年 -
2001年からプロジェクトマネージャーとしてベントレーでル・マン24時間レース参戦プログラムを監督。2003年にはベントレー・スピード8でル・マン1-2フィニッシュを飾った。

### 2004 - 2009年
2004年、A1GPシリーズに採用され、5年間に渡り運営責任者を務めた。

### 2010 - 2011年
2010年はHRT F1、2011年にロータス・ルノーGPのコンサルタントおよび専門家として、自身のモータースポーツマネージングコンサルティング事業を介してF1に戻った。
ロータス・ルノーGPでは、チームの効率調査を実施した。

### 2019年 -
ウィッカムは2019年に運動ニューロン病と診断され、このスポーツ界から引退した。
バッキンガムシャーのMNDの専門家のもとで治療中だったが、2022年の時点で病状は最終段階にあると報じられた。2023年1月15日に死去した。73歳没。